# Kira Town
Kira Town ist eine Stadt in der Central Region in Uganda. Sie befindet sich im Distrikt Wakiso und ist eine Gemeinde des Distrikts. Den Status als Gemeinde (Municipality) besitzt Kira Town seit dem Jahr 2015. Dank ihrer günstigen Lage nördlich der Stadt Kampala verzeichnet sie ein rasantes Bevölkerungswachstum.

## Lage
Die Stadt liegt ungefähr 14 Kilometer nordöstlich des Innenstadt von Kampala, Ugandas Hauptstadt und größter Stadt.

## Bevölkerung
Die Volkszählung von 2002 ergab eine Bevölkerung von 124.067 Menschen. Das Uganda Bureau of Statistics schätzte die Bevölkerung zur Jahresmitte 2010 auf 172.300. Im August 2014 bezifferte eine Volkszählung die Einwohnerzahl auf 313.761, womit sich die Einwohnerzahl mehr als verdoppelt hatte.

## Wirtschaft
Kira Town bildet eine Vorstadt von Kampala und viele Einwohner arbeiten tagsüber in Kampala.
Der Kampala Industrie- und Gewerbepark, ein 894 Hektar großer Geschäftsentwicklungspark, der von der Uganda Investment Authority für etwa 180 Millionen US-Dollar entwickelt wurde, befindet sich in Namanve im Bezirk Bweyogerere im äußersten Südosten von Kira Town.

## Sehenswürdigkeiten
Die Basilika der Märtyrer von Uganda und das Mandela National Stadium befinden sich in der Stadt.